# Daniel Munie
Daniel Munie (Maryland Heights, 10 febbraio 2000) è un calciatore statunitense, difensore del S.J. Earthquakes.

## Carriera
Ha iniziato a giocare con St. Louis Scott Gallagher e Saint Louis FC, per poi iscriversi nel 2018 all'Indiana University a Bloomington dove ha giocato con la selezione locale degli Indiana Hoosiers. Nel 2021 ha giocato cinque incontri in USL League Two con il St. Louis Scott Gallagher.
Nel SuperDraft MLS del 2023 è stato selezionato dal S.J. Earthquakes, ed il 24 febbraio ha firmato un contratto professionistico con la franchigia nerazzurra, venendo inizialmente assegnato alla squadra riserve in MLS Next Pro. Ha debuttato in MLS il 1º giugno 2023 nell'incontro vinto 1-0 contro il Seattle Sounders ed il 25 maggio 2025 ha segnato il suo primo gol in carriera nel pareggio per 3-3 contro lo Houston Dynamo.

## Statistiche

### Presenze e reti nei club
Statistiche aggiornate al 6 luglio 2025.
| Stagione        | Squadra                   | Campionato      | Campionato | Campionato | Coppe nazionali | Coppe nazionali | Coppe nazionali | Coppe continentali | Coppe continentali | Coppe continentali | Altre coppe | Altre coppe | Altre coppe | Totale | Totale | Totale |
| Stagione        | Squadra                   | Comp            | Pres       | Reti       | Comp            | Pres            | Reti            | Comp               | Pres               | Reti               | Comp        | Pres        | Reti        | Pres   | Reti   |        |
| --------------- | ------------------------- | --------------- | ---------- | ---------- | --------------- | --------------- | --------------- | ------------------ | ------------------ | ------------------ | ----------- | ----------- | ----------- | ------ | ------ | ------ |
| 2021            | St. Louis Scott Gallagher | USL2            | 5          | 0          | -               | -               | -               | -                  | -                  | -                  | -           | -           | -           | 5      | 0      |        |
| 2023            | S.J. Earthquakes II       | MNP             | 13         | 0          | -               | -               | -               | -                  | -                  | -                  | -           | -           | -           | 13     | 0      |        |
| 2023            | S.J. Earthquakes          | MLS             | 3          | 0          | USCup           | 0               | 0               | -                  | -                  | -                  | LC          | 0           | 0           | 3      | 0      |        |
| 2024            | S.J. Earthquakes          | MLS             | 17         | 0          | USCup           | 2               | 0               | -                  | -                  | -                  | LC          | 3           | 0           | 22     | 0      |        |
| 2025            | S.J. Earthquakes          | MLS             | 13         | 1          | USCup           | 1               | 0               | -                  | -                  | -                  | LC          | 0           | 0           | 14     | 1      |        |
| Totale carriera | Totale carriera           | Totale carriera | 51         | 1          |                 | 3               | 0               |                    | -                  | -                  |             | 3           | 0           | 57     | 1      |        |